# Brnířov
Brnířov – wieś i gmina w Czechach, w powiecie Domažlice, w kraju pilzneńskim. Według danych z dnia 1 stycznia 2014 liczyła 387 mieszkańców.